# Bernard Moninot
Bernard Moninot  est un plasticien français né le 15 mai 1949 au Fay (Saône-et-Loire, Bourgogne-Franche-Comté), professeur à l'École des Beaux-Arts de Nantes en 1994 et actuellement professeur à l'École nationale supérieure des beaux-arts de Paris.

## Biographie
Ses premiers travaux se placent dans la mouvance de la Nouvelle figuration.
Il commence à exposer au début des années 1970 des œuvres évoquant l'environnement urbain : magasins, drugstores, stations-service, serres. 
Il débute très jeune sa carrière artistique par sa participation à la Biennale de Paris en 1971, puis en 1973, où il présente ses premières Vitrines.
Dans ces œuvres, Bernard Moninot met en concurrence l'espace réel et l'espace fictif de la représentation. Les vitrines sont elles-mêmes mises sous verre et le motif se dédouble sur deux plans.
1974 : exposition au CNAC : Hyperréalistes Américains, réalistes Européens.
Au début des années 1980, il utilise le verre comme support, en fixant sur l'envers, noir de fumée, pigments variés, limaille de fer, silice ou poudre de graphite pour évoquer des éléments d'architecture, les ombres d'étranges outils de mesure ou de fragiles constructions métalliques. 
À partir de 1992, il réalise la série des Ombres portées, techniquement très différentes : des formes en métal émaillé projettent leurs ombres sur le mur, évoquant des claustras ou des moucharabieh filtrant la lumière du soleil de leurs découpes complexes. 
Par ailleurs, il réalise le studiolo, des sortes d'outils à mesurer le temps et l'espace sont posés sur des étagères de verre et projettent leurs ombres géométriques sur les murs de la salle.  

« Lorsque je me suis intéressé à l'ombre, j'ai découvert la possibilité d'introduire le phénomène, c'est-à-dire une trace qui n'est pas laissée par une durée, par un geste", assure-t-il à propos des objets qu'il a construits lui-même, tels que ceux exposés ici dans Studiolo et Table & Instruments Improbables. "Les dispositifs que je mets en place, les outils, ainsi que les instruments capteurs me permettent, plutôt que de le concevoir, de faire advenir le dessin." Le verre est le matériau de prédilection sous lequel s'inscrit le travail du praticien, qui ne manie ni crayon ni fusain, mais souffle cette espèce de poussière (silice, cuivre, indigo…) qui vient se déposer sur le carton préparé. Le résultat est à mi-chemin entre le dessin sous verre et la gravure. »

— Bernard Moninot
[réf. nécessaire]

## Expositions récentes
2000 Galerie Bab el Kebir, Institut Français, Rabat, Maroc
Galerie Eugène Delacroix, Tanger, Maroc
2001 National Gallery of Modern Art, Bombay, Inde
National Gallery of Modern Art, Delhi, Inde
Museo del Vidrio, Monterey, Mexique
2002 ENAD, Limoges-Aubusson, Galerie du CAUE, Limoges
Galerie de l'École des Beaux Arts, Montpellier
2003 Galerie Andata / Ritorno, Genève, Suisse
2005 Galerie Baudoin Lebon /13 sévigné, Paris
2006 Artparis 06, galerie Baudoin Lebon, Grand Palais, Paris
La Mémoire du Vent : Chapelle Sainte Noyale de Pontivy, "L’art dans les chapelles"
2007 La Mémoire du vent, Fin Garden de Kashan, École des Beaux-Arts, Téhéran, Iran

## Philatélie
1997 La Poste de France émet un timbre en héliogravure (41 mm x 50 mm), représentant une œuvre de l'artiste créée pour l'occasion. N° Yvert et Tellier : 3050 Valeur 6,70 F. 

## Distinction
Son livre d’art, la mémoire du vent (2021), conçu avec l'écrivain Renaud Ego, a été le lauréat du premier prix Arcane, décerné par l’ADAGP,.